# Лидеры компартии Белорусской ССР (1919—1991)
В составе ЦК КП Литвы и Беларуси
- 1918 — 1919 — Мясников Александр Фёдорович
- 1919 — Мицкявичюс-Капсукас Винцас
- 1920 — Генкин Ефим Борисович

ответственный секретарь ЦК КПБ
- 1921 — 1922 — Кнорин Вильгельм Георгиевич
- 1922— 1924 — Богуцкий Вацлав Антонович
- 1924 — Асаткин-Владимирский Александр Николаевич

Первый Секретарь ЦК КПБ
- 13 мая 1924 — 7 мая 1927  — Криницкий Александр Иванович
- 7 мая 1927 — 4 декабря 1928  — Кнорин Вильгельм Георгиевич
- 4 декабря 1928 — 8 января 1930 — Гамарник Ян Борисович
- 8 января 1930 — 18 января 1932 — Гей Константин Вениаминович
- 18 января 1932 — 25 января 1937 — Гикало Николай Фёдорович
- 25 января 1937 — 14 марта 1937 — Волкович Данила Иванович
- 18 марта — 29 июля 1937 — Шарангович Василий Фомич
- 29 июля — 8 августа 1937, и. о. — Яковлев Яков Аркадьевич
- 11 августа 1937 — 18 июня 1938, и. о. — Волков Алексей Алексеевич
- 18 июня 1938 — 7 марта 1947 — Пономаренко Пантелеймон Кондратьевич
- 7 марта 1947 — 3 июня 1950 — Гусаров Николай Иванович
- 3 июня 1950 — 28 июля 1956 — Патоличев Николай Семёнович
- 28 июля 1956 — 30 марта 1965 — Мазуров Кирилл Трофимович
- 30 марта 1965 — 4 октября 1980 — Машеров Пётр Миронович
- 16 октября 1980 — 11 января 1983 — Киселёв Тихон Яковлевич
- 13 января 1983 — 6 февраля 1987 — Слюньков Николай Никитич
- 6 февраля 1987 — 28 ноября 1990 — Соколов Ефрем Евсеевич
- 30 ноября 1990 — 25 августа 1991 — Малофеев Анатолий Александрович

## 2-е секретари ЦК КПБ
- 12 декабря 1925—1927 Голодед Николай Матвеевич
- 30 сентября 1927 — 25 октября 1930 Василевич, Иван Антонович
- 25 октября 1930 — 3 августа 1934 Шарангович Василий Фомич
- 3 августа 1934 — 10 июня 1937 Волкович, Данила Иванович
- 20 июня — 29 июля 1937 Денискевич Николай Михайлович
- 11 августа 1937 — 30 марта 1938, и. о. Левицкий Алексей Михайлович
- 30 марта — 4 октября 1938 Ананьев, Анатолий Андреевич
- 4 октября 1938 — 16 ноября 1939 Кольцов, Пётр Алексеевич
- 16 ноября 1939 — май 1941 Кулагин, Михаил Васильевич
- май 1941 — 2 сентября 1944 Калинин Пётр Захарович
- 2 сентября 1944 — 7 марта 1947 Киселёв, Николай Васильевич
- 7 марта 1947 — 16 марта 1948
- 16 марта 1948 — 19 февраля 1949 Игнатьев, Семен Денисович
- 19 февраля 1949 — 27 июня 1953 Зимянин, Михаил Васильевич
- 27 июня 1953 — 28 июля 1956 Авхимович, Николай Ефремович
- 28 июля 1956 — 9 апреля 1959 Киселёв, Тихон Яковлевич
- 9 апреля 1959 — 18 декабря 1962 Сурганов, Фёдор Анисимович
- 18 декабря 1962 — 30 марта 1965 Машеров, Пётр Миронович
- 30 марта 1965 — 16 июля 1971 Сурганов, Фёдор Анисимович
- 16 июля 1971 — 4 декабря 1978 Аксёнов, Александр Никифорович
- 4 декабря 1978 — 17 августа 1983 Бровиков, Владимир Игнатьевич
- 17 августа 1983 — 14 октября 1987 Бартошевич, Геннадий Георгиевич
- 14 октября 1987 — 27 марта 1990 Игрунов, Николай Стефанович
- 27 марта 1990 — 25 августа 1991 Камай Алексей Степанович